# Fire (singel The Crazy World of Arthur Brown)
„Fire” to utwór zespołu The Crazy World of Arthur Brown, pochodzący z jego wydanego w 1968 roku debiutanckiego albumu, zatytułowanego również The Crazy World of Arthur Brown. W tym samym roku osiągnął 1. miejsce na liście UK Singles Chart w Wielkiej Brytanii, a w Stanach Zjednoczonych 2. miejsce na liście Hot 100 tygodnika  Billboard. Sprzedany w samych tylko Stanach Zjednoczonych w liczbie 1 miliona egzemplarzy.

## Historia
„Fire”, napisany wspólnie przez Arthura Browna i Vincenta Crane’a został wydany 7 czerwca 1968 roku w Wielkiej Brytanii jako singel. Osiągnął 1. miejsce na brytyjskiej liście przebojów UK Singles Chart okupując je przez tydzień, a na liście znajdował się w sumie przez 14 tygodni. Wydany w Stanach Zjednoczonych przez wytwórnię Atlantic, doszedł do 2. miejsca na liście przebojów Hot 100 tygodnika Billboard, zajmując je przez dwa tygodnie; w sumie na liście znajdował się przez 13 tygodni. Zdobył ponadto tytuł Złotej Płyty, nadany przez RIAA za 1 milion sprzedanych egzemplarzy na rynku amerykańskim.

## Wykonanie estradowe. Znaczenie
Utwór, utrzymany w klimacie psychodelicznego horroru, rozpoczynał się growlem Browna: „I am the God of Hellfire, and I bring you … fire!!” („Jestem Bogiem Piekielnego Ognia i przynoszę ci… ogień !!”). Wykonywany był na scenie przez lidera zespołu przebranego w kolorowe szaty, z twarzą pomalowaną w różne kolory, z płonącym hełmem na głowie, ekscytującego publiczność okrzykami, pomrukami i podskokami. Walor nowości, jaki cechował przebój, miał jednak krótki żywot. Brown, który przyjął pseudonim God of Hellfire (Bóg Piekielnego Ognia) rozwiązał swój zespół już w 1969 roku, po czym na pewien czas przyłączył się do młodzieżowej komuny. Pomimo że wywarł wpływ na innych artystów, takich jak Alice Cooper czy zespół Kiss, pozostał wraz ze swym „Szalonym Światem” fenomenem jednego przeboju.